# 谷川弥一
谷川 弥一（谷川 彌一、たにがわ やいち、1941年〈昭和16年〉8月12日 - ）は、日本の実業家、政治家。
衆議院議員（7期）、文部科学副大臣（第2次安倍内閣）、長崎県議会議員（5期）、自由民主党長崎県支部連合会長、自由民主党総務副会長を歴任した。

## 概説
長崎県南松浦郡岐宿町（現・五島市）出身。親元を離れ、五島から長崎市の長崎県立長崎東高等学校に進学し、下宿生活を送る。
1971年に株式会社谷川建設を設立。同社社長、会長を務めた。
1987年、長崎県議会議員選挙に立候補し、初当選する。以後、県議を5期17年にわたって務め、2003年に長崎県議会議長に就任。
2003年、第43回衆議院議員総選挙に、長崎3区から自由民主党公認で立候補。民主党の山田正彦を破り、初当選（山田も比例復活）。
2005年の第44回衆議院議員総選挙では再度山田を下し、再選。2007年、自民党長崎県連会長に就任。また同年の安倍改造内閣で農林水産大臣政務官に就任。
2009年の第45回衆議院議員総選挙では、長崎3区で初めて山田に敗れるが、重複立候補していた比例九州ブロックで復活し、3選。
2010年、自民党内において、小池百合子が総務会長に就任した際に総務会副会長に就任。
2012年の第46回衆議院議員総選挙では、長崎3区で山田を破り4選。第2次安倍内閣で文部科学副大臣に就任。
2014年の第47回衆議院議員総選挙で、5選。
2016年1月、衆議院文部科学委員長に就任。
2017年の第48回衆議院議員総選挙で、6選。
2021年の第49回衆議院議員総選挙で、7選。
2022年12月28日に小選挙区の区割りが変更され、谷川が地盤とした旧長崎3区は（新）長崎2区と3区に分割された。
2023年3月14日に自民党は、次期衆院選で谷川の比例区転出を発表した。自民党は73歳以上の候補者が比例区で立候補することを内規で認めていないが、区割変更に伴い減員対象区となるため特例措置で比例区へ転出が認められた。
2023年6月24日の自民党長崎県連定期大会で、新会長に選出される。
2023年12月10日に、自民党5派閥の政治資金パーティーの裏金問題で直近5年間に4000万円超が党から還流された疑いが報じられた。
2024年1月15日に自由民主党長崎県支部連合会長を「一身上の都合」により辞任した。1月19日、東京地検特捜部から政治資金規正法違反の罪で略式起訴されたことを受け、自民党に離党届を提出し、即日受理された。1月22日に衆議院へ議員辞職願を提出し、1月24日に額賀福志郎衆議院議長が許可して辞職した。谷川の辞職による欠員の長崎3区補欠選挙は、衆議院が解散しなければ旧区割で4月28日執行が予定される。1月26日付で東京簡易裁判所は、谷川に罰金100万円と公民権停止3年の略式命令を出した。2月14日までに谷川の有罪が確定した。

## 政策・主張

### 憲法
- 憲法改正について、2017年、2021年のアンケートで「賛成」と回答[19][20]。
- 憲法9条への自衛隊の明記について、2021年のアンケートで「賛成」と回答[21]。
- 改正すべき項目として「自衛隊の保持を明記する」「集団的自衛権の保持を明記する」「緊急事態に関する条項を新設する」と2021年のアンケートで主張[22]。
- 憲法を改正し緊急事態条項を設けることについて、2021年の毎日新聞社のアンケートで「賛成」と回答[23]。

### 外交・安全保障
- 安全保障関連法の成立について、2017年の朝日新聞社のアンケートで「評価する」と回答[19]。
- 「他国からの攻撃が予想される場合には先制攻撃もためらうべきではない」との問題提起に対し、2017年の朝日新聞社のアンケートで「どちらともいえない」と回答[19]。2021年の同社のアンケートで「賛成」と回答[20]。
- 「北朝鮮に対しては対話よりも圧力を優先すべきだ」との問題提起に対し、2017年の朝日新聞社のアンケートで「賛成」と回答[19]。
- 普天間基地の辺野古移設について、2021年の毎日新聞社のアンケートで「政府が埋め立てを進めるのはやむを得ない」と回答[23]。
- 徴用工訴訟などの歴史問題をめぐる日韓の関係悪化についてどう考えるかとの問いに対し、2021年の毎日新聞社のアンケートで「政府の今の外交方針でよい」と回答[23]。

### ジェンダー
- 選択的夫婦別姓制度の導入について、2014年、2017年のアンケートで「反対」と回答[24][19]。2021年のアンケートで「どちらかといえば反対」と回答[20]。
- 同性婚を可能とする法改正について、2021年のNHKのアンケートで「反対」と回答[21]。「同性婚を制度として認めるべきだと考えるか」との同年の毎日新聞社のアンケートに対し「認めるべきでない」と回答[23]。
- 「LGBTなど性的少数者をめぐる理解増進法案を早期に成立させるべきか」との問題提起に対し、2021年のアンケートで「反対」と回答[20]。
- クオータ制の導入について、2021年のアンケートで「どちらかといえば賛成」と回答[21]。

### その他
- 「原子力発電への依存度について今後どうするべきか」との問題提起に対し、2021年のNHKのアンケートで「下げるべき」と回答[21]。
- 森友学園への国有地売却をめぐる公文書改竄問題で、2021年5月6日、国は「赤木ファイル」の存在を初めて認めた[25]。しかし5月13日、菅義偉首相はファイルの存在を踏まえた再調査を行わない考えを報道各社に書面で示した[26]。9月の自民党総裁選挙で総裁に選出された岸田文雄も10月11日、衆議院本会議の代表質問で再調査の実施を否定した[27]。国の対応をどう考えるかとの同年の毎日新聞社のアンケートに対し「これ以上、調査や説明は必要ない」と回答[23]。
- カネミ油症事件の際、与党（自民・公明）によるPTに参加。さらに超党派の議員連盟「カネミ油症被害者の救済法案を実現する議員連盟」が結成された際には副会長に就任[28]。解決に奔走し、患者たちからの支持を得た[29]。
- 文部科学副大臣就任後最初の記者会見では、いじめの防止のためには武道家や警察OBなどといった「怖い先生」が学校に必要であると述べた[30]。

## 人物

### 旧統一教会との関係
ジャーナリストの鈴木エイトが作成した「旧統一教会関連団体と関係があった現職国会議員168人」によれば、旧統一教会関連団体との関係について、2019年に「日韓トンネル推進長崎県民会議」に1万5000円の年会費を支出していたとされる。

### 2022年長崎県知事選挙
2021年11月から12月にかけてのあいだ、自身の後継者にと考えていた人物に知事選出馬を断られた長崎県知事の中村法道は複数の国会議員に相談した。谷川は、同年10月の衆院選の自民党候補の公募に応募し落選していた医師の大石賢吾を中村に紹介。中村から難色を示されるが、谷川を中心とする自民党県連執行部と長崎県医師連盟は大石の擁立に動いた。結局、現職の中村は2022年2月20日に行われた知事選に立候補し、大石は中村を541票差で下し初当選した。

### 評価
長崎3区で議席を6度争った元衆議院議員の山田正彦は谷川を「中学時代から知っている。商売熱心で会社を大きくした。地元では立志伝中の人だ」、「政治は強い者ではなく、弱い者のためにこそあるはずだが、そういう考え方は感じなかった」と評している。

### 親族
長崎県知事、農林水産大臣などを務めた金子原二郎とは姻戚関係にある。

### 人柄
井上靖、山本周五郎の著書を再読する。現住所は大村市富の原2丁目、あるいは長崎市西山台1丁目。

## 不祥事

### 政治資金パーティー収入の裏金問題
2023年12月1日、朝日新聞が、自民党5派閥が開いた政治資金パーティーをめぐる問題で、安倍派が、所属議員が販売ノルマを超えて集めた分の収入を裏金として議員側にキックバックする運用を組織的に続けてきた疑いがあるとスクープした。安倍派は2018年 - 2022年に毎年1回パーティーを開き、計6億5884万円の収入を政治資金収支報告書に記載している。一方、収入・支出のいずれにも記載していない裏金の総額は直近5年間で1億円を超えるとされ（のちに5億円に修正）、共同通信は「実際のパーティー収入は少なくとも8億円前後に膨らむ可能性がある」と報じた。清和政策研究会の政治資金収支報告書の記載内容は下記のとおり。
| 年月日        | パーティー名                 | 会場               | 収入        | 購入者数 | 出典 |
| ------------- | ---------------------------- | ------------------ | ----------- | -------- | ---- |
| 2018年5月22日 | 清和政策研究会との懇親の集い | 東京プリンスホテル | 2億802万円  | 7,021人  | [46] |
| 2019年5月21日 | 清和政策研究会との懇親の集い | 東京プリンスホテル | 1億5338万円 | 5,177人  | [47] |
| 2020年9月28日 | 清和政策研究会との懇親の集い | 東京プリンスホテル | 1億262万円  | 3,464人  | [48] |
| 2021年12月6日 | 清和政策研究会との懇親の集い | 東京プリンスホテル | 1億2万円    | 3,376人  | [49] |
| 2022年5月17日 | 清和政策研究会との懇親の集い | 東京プリンスホテル | 9480万円    | 3,200人  | [41] |
| （合計）      |                              |                    | 6億5884万円 |          |      |
パーティー券は通常1枚2万円であるため、販売枚数が推計できるが、枚数に対する購入者の比率は2018年から2022年にかけてすべて「0.675」で統一されている。日本大学名誉教授の岩井奉信は「絶対にあり得ない」とし、安倍派は政治資金収支報告書に架空の購入者数を記入したとみられる。
同年12月10日、朝日新聞は、大野泰正が直近5年間で5000万円超、谷川と池田佳隆がそれぞれ4000万円超の裏金のキックバックを受けた疑いがあると報じた。同日夕、報道陣が事実関係を谷川に確認すると、谷川は「読み上げますよ。清和政策研究会のパーティー券の問題について、刑事告発を受けている案件でもあり、事実関係を慎重に調査・確認をして、適切に対応してまいりたい」と答えた。ノルマや今後の議員活動に関する質問が続くと「だから今言った通りって言っているでしょ。今言った通り」と述べ、「頭悪いね。質問しても、これ以上、今日言いませんと言っているじゃない。わからない？」と記者を責めた。事態を重く見た地元テレビ局の長崎文化放送は谷川への取材の模様の動画をノーカットで配信。12月12日には毎日新聞が記事にし、それととともに同日の衆議院本会議で眠り込む谷川の写真を掲載した。
同年12月12日、谷川が会長を務める自民党長崎県連は谷川の裏金問題を受け、同月17日に長崎市内で予定した800人規模のパーティーを2024年3月に延期する方針を決めた。12月22日、安倍派においては、議員側の「中抜き」を含む3つのパターンで裏金づくりを行っていたことが関係者の証言により明らかとなった。
2024年1月19日、東京地検特捜部は政治資金規正法違反の容疑で谷川と、秘書を務める谷川の娘を略式起訴した。同日、谷川は自民党を離党した。
同年1月22日に大村市で記者会見を開き、還流分について「政治活動に使った。個人的に使った記憶はない」とし、活動の中身については「飲食や会合などに使った。相手は答えられない。すべて私が悪い」と述べた。 この会見には谷川から「頭悪いね」と言われた記者も出席しており、谷川は「申し訳ない。配慮が足りなかった。すいません」と謝罪し、自身の発言を撤回した。また、多くのパーティー券を販売した理由は「大臣並みの金を集めてやろうと思った。力をつけたかった。それで長崎県が抱えた課題を処理したかった」と答えた。
同年1月26日付で東京簡易裁判所は谷川に対し罰金100万円、公民権停止3年の略式命令を出した。また秘書にも罰金30万円、公民権停止3年の略式命令を出した。

### 内閣委員会で般若心経を朗読
2016年11月30日、カジノ解禁法案（IR法案）を審議する衆議院内閣委員会で、40分間の質問時間をもらって最初に質問に立った谷川は、28分が過ぎた時点で「一応質問が終わったのですが、あまりにも時間が余っているので」と述べ、「観自在菩薩行深般若波羅蜜多時照見五蘊皆空度一切苦厄……」と般若心経を唱え始めた。般若心経の朗読や解説で持ち時間を消費しようとしたが、それでも時間が余ったため、「夏目漱石が好きだ」と述べて、今度は夏目漱石の作品を紹介し始めた。法案審議に費やされた時間はわずか6時間であり、そのため野党だけでなく与党内からも審議「不十分」の声が上がっていた。さらに審議内容も不十分であったと指摘される。そんな中で国会での審議を放棄した谷川に対して野党議員からは「まともな姿ではない」との批判も上がった。民進党の蓮舫代表も「国会軽視だ」と批判した。この問題は、日本だけでなく海外メディアでも報じられた。

### 政治資金で芸者遊び
2009年10月14日、谷川が代表を務める自由民主党長崎県第3選挙区支部が、2008年の政治資金収支報告書に、会食に呼んだ芸者の料金15万5736円を組織活動費として記載していたことが判明した。谷川は当時「芸者は長崎の芸術化」であると弁明していたが、同支部はのちに「谷川氏の個人的な会食で、不適切な支出だった」と認め、谷川から全額返金を受けたうえで収支報告書も訂正するとした。

### 「韓国・北朝鮮を相手」発言
2019年5月18日、谷川は長崎県諫早市で西九州新幹線の建設現場を視察した際、新鳥栖駅-武雄温泉駅の新幹線建設に反対する佐賀県の対応に関して、「佐賀の知事（山口祥義）には『韓国か北朝鮮を相手にしているような気分だ』と言った」と発言した。その後「知事には韓国と言ったが、北朝鮮とは言っていない。18日のあいさつで北朝鮮と言ったのは言葉が走ってしまった」と釈明し、「不適切だった」として発言を撤回した。なお、谷川が会長を務めていた谷川建設は、西九州新幹線建設関連事業を受注していた（詳細は谷川建設を参照）。

### その他
- 日本共産党の機関紙しんぶん赤旗は、上記谷川建設に関し、関連会社「TGF社」（代表は谷川建設社長が兼務）が虚偽申告による農業生産法人の認可を受け、諫早湾干拓事業による干拓地に入植し[76]、この件で金子と共に長崎県議会から証人出頭を求められたが拒否したため、地方自治法違反により刑事告発を受けていると報じた[77]。

- 2020年6月18日、2017年の衆議院議員選挙で運動員に法定限度を超える報酬を支払ったとして関係者7人が公職選挙法違反（日当買収）の疑いで書類送検され[78]、30日にうち2人が同罪で在宅起訴され1人が略式起訴（7月10日に罰金50万円の略式命令[79]）された[80]。2人には執行猶予付きの懲役刑が言い渡された。なお、うち会計担当者については自ら警察に告発していることから自首の成立が認められている[81][82]。

## 資産公開

### 2022年資産公開
2022年に公開された衆議院議員の資産等報告書によれば、谷川の資産は以下のとおりであった。
| 種類 | 場所／種類                     | 面積／株数       | 資産      | 備考 | 出典   |
| ---- | ------------------------------ | ---------------- | --------- | ---- | ------ |
| 土地 | 長崎県長崎市西山台2丁目        | 266 平方メートル | 261 万円  |      | [ 83 ] |
| 土地 | 長崎県長崎市西山台1丁目        | 226 平方メートル | 184 万円  |      | [ 83 ] |
| 土地 | 福岡県福岡市中央区警固3丁目    | 463 平方メートル | 3936 万円 |      | [ 83 ] |
| 土地 | 長崎県南島原市深江町戌         | 456 平方メートル | 35 万円   |      | [ 83 ] |
| 土地 | 長崎県五島市東浜町1丁目        | 422 平方メートル | 513 万円  |      | [ 83 ] |
| 土地 | 計                             | 計               | 4929 万円 |      |        |
| 建物 | 長崎県長崎市西山台1丁目        | 162 平方メートル | 324 万円  |      | [ 83 ] |
| 建物 | 計                             | 計               | 324 万円  |      |        |
| 株式 | あいホールディングス           | 300 株           |           |      | [ 83 ] |
| 株式 | ふくおかフィナンシャルグループ | 6237 株          |           |      | [ 83 ] |
| 株式 | 太陽誘電                       | 4000 株          |           |      | [ 83 ] |
| 株式 | 総医研ホールディングス         | 400 株           |           |      | [ 83 ] |
| 株式 | 谷川建設                       | 2万2000 株       |           |      | [ 83 ] |
| 株式 | 谷川商事                       | 1200 株          |           |      | [ 83 ] |

### 1999年資産公開
1999年に公開された長崎県議会議員の資産等報告書によれば、谷川の資産は以下のとおりであった。
| 種類 | 場所／種類                                     | 面積／株数       | 資産      | 備考 | 出典   |
| ---- | ---------------------------------------------- | ---------------- | --------- | ---- | ------ |
| 土地 | 長崎県長崎市西山台1丁目                        | 225 平方メートル | 175 万円  |      | [ 84 ] |
| 土地 | 福岡県福岡市中央区警固3丁目                    | 463 平方メートル | 3539 万円 |      | [ 84 ] |
| 土地 | 長崎県深江町（現・南島原市深江町）             | 456 平方メートル | 81 万円   |      | [ 84 ] |
| 土地 | 長崎県福江市（現・五島市）福江町               | 422 平方メートル | 369 万円  |      | [ 84 ] |
| 土地 | 計                                             | 計               | 4164 万円 |      |        |
| 建物 | 長崎県長崎市西山台1丁目                        | 162 平方メートル | 607 万円  |      | [ 84 ] |
| 建物 | 長崎県福江市（現・五島市）福江町               | 364 平方メートル | 81 万円   |      | [ 84 ] |
| 建物 | 計                                             | 計               | 688 万円  |      |        |
| 株式 | 十八銀行（現・ふくおかフィナンシャルグループ） | 4万1580 株       | 208 万円  |      | [ 84 ] |
| 株式 | 谷川建設                                       | 6万7900 株       | 3395 万円 |      | [ 84 ] |
| 株式 | 計                                             | 計               | 3603 万円 |      |        |

## 所属団体・議員連盟
- 自民党たばこ議員連盟[85]
- 神道政治連盟国会議員懇談会[86]
- みんなで靖国神社に参拝する国会議員の会[86]
- 創生「日本」[86]
- 朝鮮通信使交流議員の会（幹事長）
- 日韓議員連盟
- 日韓海底トンネル推進議員連盟
- TPP交渉における国益を守り抜く会
- 九州国会議員の会（事務局長）
- 漁港漁場漁村整備促進議員連盟
- 看護問題対策議員連盟
- 自民党消防議員連盟
- 全国保育議員連盟
- 整備新幹線建設促進議員連盟
- 農山漁村活性化推進議員連盟
- 介護福祉議員連盟
- 幼児教育議員連盟
- 自民党酪政会
- 日本伝統文化活性化議員連盟